# Liga de Brasil de waterpolo femenino
La Liga de Brasil de waterpolo femenino es la competición más importante de waterpolo femenino entre clubes brasileños. De 2004 a 2008 fue llamado "Trofeo João Havelange", a partir de 2009 es el "Trofeo Olga Pinciroli".

## Historial
Estos son los ganadores de liga:
- 2010: Clube de Regatas do Flamengo
- 2009: Esporte Clube Pinheiros
- 2008: Esporte Clube Pinheiros
- 2007: Esporte Clube Pinheiros
- 2006: Esporte Clube Pinheiros
- 2005: Esporte Clube Pinheiros
- 2004: Esporte Clube Pinheiros

- Datos: Q16591321